# Назаренко Андрій Ігорович
Назаренко Андрій Ігорович (яп. アンドリー・イーホロヴィチ・ナザレンコ; нар. 18 січня 1995 р.) — політичний коментатор, колишній викладач англійської мови та працівник міжнародної торгівлі родом з Харкова.
Отримав японське громадянство у 2024 році. Є активним учасником японської націоналістичної групи Ніппон Каіґі та української націоналістичної партії Національний корпус. Відомий у Японії за регулярні читання лекцій про війну в Україні та національну оборону для Сил самооборони Японії.

## Життєпис
Андрій був студентом коледжу у часи президента Віктора Януковича, коли почалося насильницьке просування проросійської політики в Україні. На противагу цьому в листопаді 2013 року Андрій приєднався до демонстрацій проти Януковича у Києві та Харкові. Після початку війни на Донбасі у 2014 році, з березня по липень того ж року Андрій активно залучався до волонтерської роботи у підтримці Збройних сил України.
У серпні 2014 року Андрій приїхав до Японії по програмі навчання в Міжнародному університеті Кьоай Ґакуен Маебасі. У 2016 році він закінчиі японську мовну школу. 15 серпня 2016 року Андрій Назаренко взяв участь у виступі Молодіжного форуму «Дух Ясукуні — у майбутнє!» біля святилища Ясукуні, де виступив зі спеціальною промовою на сцені як український студент. Андрій також виступив як студент із ще однією промовою 3 травня 2019 року на 21-му Громадському форумі з питань Конституції організації Сабо Кайкан у Наґатачо. У ньому взяли участь 1100 осіб, зокрема Хірофумі Сімомура, керівник штабу з просування перегляду Конституції Ліберально-демократичної партії, та Кійохіко Тояма, генеральний секретар Дослідницького комітету з питань Конституції Комейто.
11 вересня 2020 року він виступив з промовою на політичному та економічному семінарі Таро Асо, в якій закликав до реалізації конституційної реформи щодо згадки про роль Сил самооборони Японії.
Після вторгнення Росії в Україну у 2022 році Андрій Назаренко став ведучим новин у програмі «Toranomon News: Глибоке занурення в правду»  від японського каналу DHC.

## Заяви
- Після вторгнення Росії в Україну у 2022 році він сказав: «Якщо Росія окупує Україну, Китай може вирішити вторгнутися на Тайвань, а Окінава та материкова Японія також можуть стати цілями».[10]
- Висловлював бажання повернутися до України та «приєднатися до боротьби проти Росії».[11]
- На мітингу з нагоди Дня Конституції Японії він заявив: «Якщо світ стане таким, де одностороннє застосування сили стане звичайним явищем, то Японія більше не зможе залишатися осторонь. Тоді на Тайвані неминуче виникне криза, і тоді стане вже надто пізно».[12]

### Японською
- Андрій Назаренко. Боротьба за свободу: Японіє, не йди слідами України! = 自由を守る戦い : 日本よ、ウクライナの轍を踏むな!. — видавництво «Мейсей», 2019. — ISBN 978-4905410553.
- Андрій Назаренко. Війна Путіна = プーチンの戦争. — видавництво «WAC», 2022. — ISBN 978-4898319598.
- Андрій Назаренко. Боротьба за свободу. Продовження = 自由を守る戦い. 続. — видавництво «WAC», 2022. — ISBN 978-4905410706.

### Російською
- В лучах восходящего солнца. Японский национализм и его взгляд на историю — видавництво «Ориентир», 2018. — ISBN 978-6177701018.[13]

## Публікації
- «Захист країни» у травневому випуску журналу «Подих Японії» за 2017 рік, стор. 16–23, стор. 35 «Послання з України»
- «Перегляд статті 9 в епоху Рейва» (Seiron, випуск за липень 2019 року)
- «Ми були "приголомшені миром"» з випуску журналу Seiron за серпень 2019 року